# Chimonanthus nitens
Chimonanthus nitens Oliv. – gatunek rośliny z rodziny kielichowcowatych (Calycanthaceae Lindl.). Występuje naturalnie w Japonii oraz południowych i wschodnich Chinach – w prowincjach Anhui, Fujian, Kuejczou, Hubei, Hunan, Jiangsu, Jiangxi, Junnan i Zhejiang oraz w regionie autonomicznym Kuangsi. 

## Morfologia
PokrójZimozielony krzew dorastający do 1–6 m wysokości. Młode gałązki są owłosione i czworokątne w przekroju poprzecznym.
LiścieNaprzeciwległe. Mają kształt od eliptycznego do owalnie lancetowatego. Mierzą 2–13 cm długości oraz 1–5,5 cm szerokości. Są nagie, mniej lub bardziej skórzaste. Górna powierzchnia jest błyszcząca i ziemnozielona, natomiast od spodu mają jasnozielona barwę. Blaszka liściowa jest całobrzega, o nasadzie od rozwartej do zbiegającej po ogonku i spiczastym wierzchołku. Ogonek liściowy jest nagi i dorasta do 3–10 mm długości.
KwiatyObupłciowe, pojedyncze, rozwijają się w kątach pędów. Mają barwę od żółtawej do żółtobiaławej i 7–10 mm średnicy. Listków okwiatu jest 20–24, mają kształt od owalnego do podłużnego.
OwoceNiełupki o elipsoidalnym kształcie, osiągają 10–13 mm długości. Są zamknięte w dzbankowatym lub niemal dzwonkowatym, zwężonym przy wierzchołku, mniej lub bardziej owłosionym dnie kwiatowym o długości 2,5 cm oraz szerokości 1–2,5 cm i brązowozielonkawej barwie.

## Biologia i ekologia
Rośnie w widnych lasach. Kwitnie od października do stycznia, natomiast owoce dojrzewają od kwietnia do sierpnia. Preferuje stanowiska w pełnym nasłonecznieniu lub półcieniu.
Badania wykazały, że roślina zawiera związku chemiczne, które wykazały umiarkowane działanie hamujące aktywność gatunku bakterii Micrococcus luteus.

## Zmienność
W obrębie tego gatunku wyróżniono jedną odmianę:
- Chimonanthus nitens var. salicifolius (S.Y.Hu) H.D.Zhang – występuje naturalnie we wschodnich Chinach – w prowincjach Anhui, Jiangxi oraz Zhejiang. Liście mają podłużnie eliptyczny kształt, mierzą 6–13 cm długości oraz 2–3 cm szerokości, są nagie, niemal skórzaste. Blaszka liściowa jest o klinowej nasadzie i spiczastym wierzchołku. Ogonek liściowy jest owłosiony i dorasta do 3–6 mm długości. Kwiaty mają żółtawą barwę. Listków okwiatu jest 15–17 – zewnętrzne są eliptyczne i owłosione od zewnętrznej strony, w okółku środkowym są równowąskie, natomiast wewnętrzne mają lancetowaty kształt. Kwiaty mają 4–5 żółtawych pręcików oraz 6–8 słupków. Owocami są niełupki o podłużnym kształcie, osiągają 10–14 mm długości, są owłosione i mają brązową barwę. Są zamknięte w eliptycznym dnie kwiatowym, zwężonym przy wierzchołku i mierzącym 2,5–3,5 cm długości. Rośnie w lasach. Kwitnie od sierpnia do października, natomiast owoce dojrzewają od października do grudnia[8].

## Zastosowanie
Korzenie tego gatunku są wykorzystywane w medycynie tradycyjnej w leczeniu stłuczeń, reumatyzmu czy przeziębienia.